# 니가 왜 거기서 나와
《니가 왜 거기서 나와》는 가수 영탁의 싱글이다. 2018년 10월 21일에 공개되었다. 수록된 곡인 '니가 왜 거기서 나와'는 락뮤직과 트로트가 믹스된 세미트로트 음악이다. 배우 고은아가 내레이션으로 참여했다.